# 하츠코이사이다/DEEP MIND
첫사랑 사이다/DEEP MIND(일본어: 初恋サイダー/DEEP MIND 하츠코이 사이다/딥 마인드[*])는 Buono!의 통산 13번째 싱글이다. 2012년 1월 18일 발매했다. 유통사는 Zetima다.

## 개요
- Zetima 이적 후 3번째 싱글. 첫 양 A면 싱글. 첫사랑 사이다(初恋サイダー)는 드라마 수학♥여자학원(니혼테레비) 엔딩 테마, 해피 Music(니혼테레비) 1월 엔딩 테마. DEEP MIND는 영화《고멘나사이》주제가.

## 수록곡
1. 첫사랑 사이다(初恋サイダー)
(작사：NOBE　작곡：시호리　편곡：미야나가 지로)
드라마《수학♥여자학원》(니혼테레비) 엔딩 테마
《해피 Music》(니혼테레비) 1월 엔딩 테마
2. DEEP MIND
(작사：오노 리쿠　작곡 · 편곡：AKIRASTAR)
영화《고멘나사이》주제가
3. 첫사랑 사이다(初恋サイダー) (Instrumental)
4. DEEP MIND (Instrumental)